# Brachystelma
Brachystelma är ett släkte av oleanderväxter. Brachystelma ingår i familjen oleanderväxter.

## Dottertaxa tillBrachystelma, i alfabetisk ordning[1]
- Brachystelma albipilosum
- Brachystelma alpinum
- Brachystelma arachnoideum
- Brachystelma arenarium
- Brachystelma arnottii
- Brachystelma attenuatum
- Brachystelma australe
- Brachystelma barberae
- Brachystelma bikitaense
- Brachystelma blepharanthera
- Brachystelma bracteolatum
- Brachystelma brevipedicellatum
- Brachystelma brevitubulatum
- Brachystelma browniana
- Brachystelma bruceae
- Brachystelma buchananii
- Brachystelma burchellii
- Brachystelma caffrum
- Brachystelma campanulatum
- Brachystelma canum
- Brachystelma cathcartense
- Brachystelma chloranthum
- Brachystelma chlorozonum
- Brachystelma christianeae
- Brachystelma circinatum
- Brachystelma coddii
- Brachystelma codonanthum
- Brachystelma comptum
- Brachystelma cummingii
- Brachystelma cupulatum
- Brachystelma decipiens
- Brachystelma delicatum
- Brachystelma dimorphum
- Brachystelma dinteri
- Brachystelma discoideum
- Brachystelma duplicatum
- Brachystelma edule
- Brachystelma elegantulum
- Brachystelma elongatum
- Brachystelma exile
- Brachystelma festucifolium
- Brachystelma filifolium
- Brachystelma floribundum
- Brachystelma foetidum
- Brachystelma franksiae
- Brachystelma furcatum
- Brachystelma gerrardii
- Brachystelma glabriflorum
- Brachystelma glabrum
- Brachystelma glenense
- Brachystelma gracile
- Brachystelma gracillimum
- Brachystelma gymnopodum
- Brachystelma hirtellum
- Brachystelma huttonii
- Brachystelma incanum
- Brachystelma johnstonii
- Brachystelma keniense
- Brachystelma kerzneri
- Brachystelma kolarensis
- Brachystelma laevigatum
- Brachystelma lancasteri
- Brachystelma lankanum
- Brachystelma letestui
- Brachystelma lineare
- Brachystelma longifolium
- Brachystelma macropetalum
- Brachystelma maculatum
- Brachystelma mafekingense
- Brachystelma maritae
- Brachystelma megasepalum
- Brachystelma meyerianum
- Brachystelma micranthum
- Brachystelma minimum
- Brachystelma minor
- Brachystelma modestum
- Brachystelma molaventii
- Brachystelma montanum
- Brachystelma mortonii
- Brachystelma nallamalayanum
- Brachystelma nanum
- Brachystelma natalense
- Brachystelma nepalense
- Brachystelma ngomense
- Brachystelma nutans
- Brachystelma occidentale
- Brachystelma oianthum
- Brachystelma omissum
- Brachystelma pachypodium
- Brachystelma parviflorum
- Brachystelma parvulum
- Brachystelma pauciflorum
- Brachystelma pellacibellum
- Brachystelma perditum
- Brachystelma petraeum
- Brachystelma plocamoides
- Brachystelma praelongum
- Brachystelma prostratum
- Brachystelma pruinosum
- Brachystelma pulchellum
- Brachystelma pullaiahii
- Brachystelma punctatum
- Brachystelma pygmaeum
- Brachystelma ramosissimum
- Brachystelma recurvatum
- Brachystelma remotum
- Brachystelma richardsii
- Brachystelma rubellum
- Brachystelma sandersonii
- Brachystelma schinzii
- Brachystelma schizoglossoides
- Brachystelma schoenlandianum
- Brachystelma schultzei
- Brachystelma setosum
- Brachystelma simplex
- Brachystelma stellatum
- Brachystelma stenophyllum
- Brachystelma swarupa
- Brachystelma swazicum
- Brachystelma tabularium
- Brachystelma tavalla
- Brachystelma tenellum
- Brachystelma tenue
- Brachystelma tenuissimum
- Brachystelma theronii
- Brachystelma togoense
- Brachystelma tuberosum
- Brachystelma vahrmeijeri
- Brachystelma villosum
- Brachystelma volubile